# Carlos Fernando Costa da Silveira
Carlos Fernando Costa da Silveira (Lisboa, 17 de abril de 1923 — Cascais, 19 de maio de 2018) foi um farmacêutico, investigador, professor universitário e oficial da Marinha português.

## Biografia

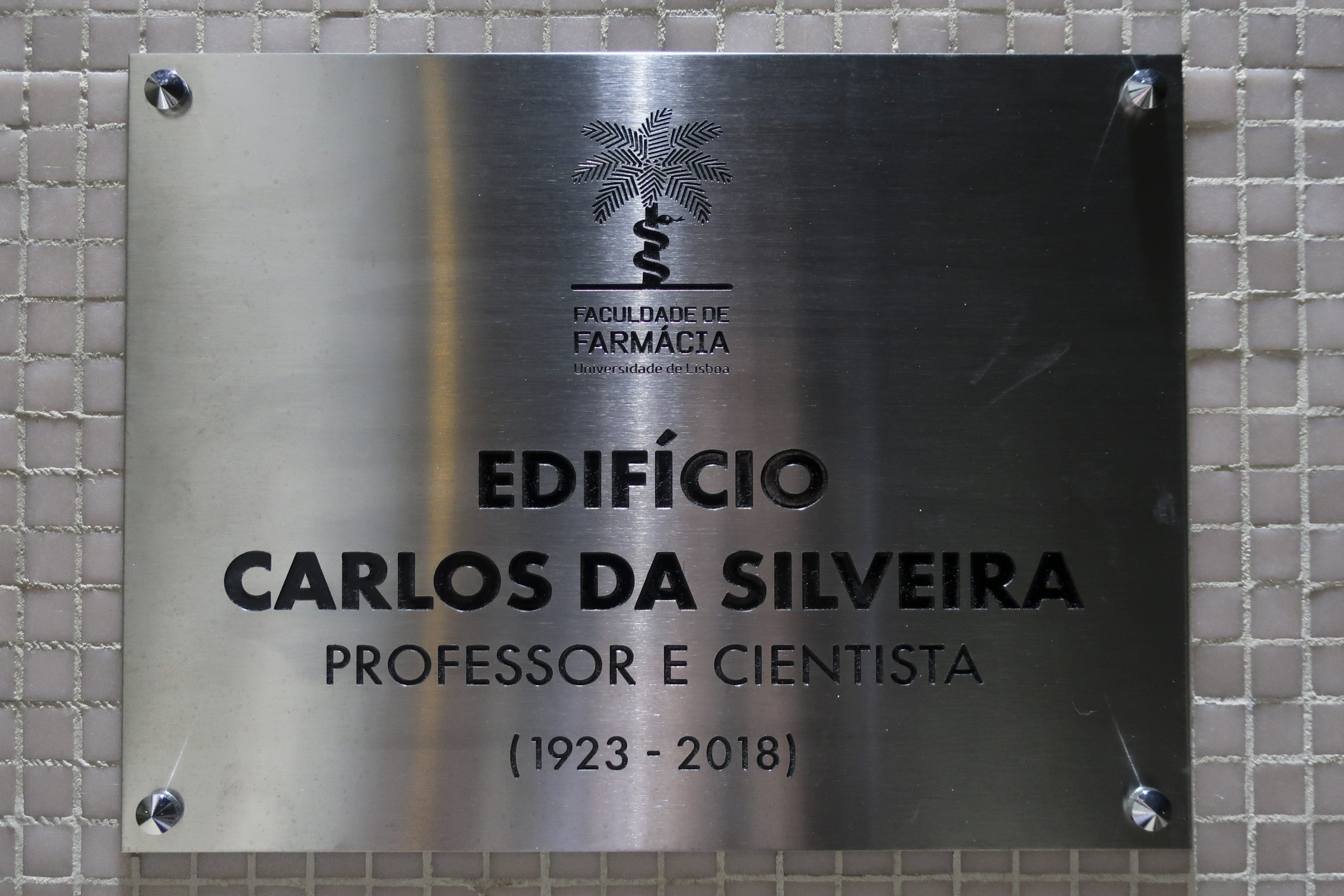
Edifício Carlos Silveira (placa indicativa); Centro de Patogénese Molecular; Faculdade de Farmácia da Universidade de Lisboa

Concluiu a Licenciatura na Faculdade de Farmácia da Universidade do Porto em 1945. Doutorou-se nessa mesma Faculdade em 1966. Aos 24 anos de idade ingressou na Marinha de Guerra Portuguesa como farmacêutico; permaneceu em serviço ativo durante 43 anos ascendendo ao posto de Capitão de mar e guerra; ocupou ainda o cargo de subdiretor do serviço de saúde naval.
Teve uma ação pedagógica diversificada, devendo destacar-se, neste âmbito, o seu papel enquanto investigador e Professor Catedrático da Faculdade de Farmácia da Universidade de Lisboa; foi ainda docente e Coordenador do curso de licenciatura em Ciências Farmacêuticas do Instituto Superior de Ciências da Saúde – Sul (hoje Instituto Universitário Egas Moniz).
Foi bastonário da Ordem dos Farmacêuticos entre 1989 e 1995. Esteve ligado ao Ministério da Saúde ao longo de 13 anos (1961-74). É de sublinhar a sua intervenção na génese da Comissão Técnica de Novos Medicamentos, na implementação de farmácias hospitalares, na criação da Ordem dos Farmacêuticos, do Centro de Metabolismos e Genética da Universidade de Lisboa, bem como do Laboratório de Análises Fármaco-Toxicológicas da Marinha. Desempenhou ainda um papel marcante na génese do Instituto Ricardo Jorge.
Entre as diversas distinções que lhe foram atribuídas, foi agraciado pelo Presidente da República com o grau de Comendador da Ordem Militar de Avis (21 de abril de 1962); foi galardoado pela Direcção-Geral da Saúde com o Prémio Nacional de Saúde 2010 e, em 2012, recebeu a Medalha de Ouro da Ordem dos Farmacêuticos.
A Ordem dos Farmacêuticos e a Faculdade de Farmácia da Universidade de Lisboa (FFULisboa) homenagearam a sua vida e obra em janeiro de 2019. Essa homenagem incluiu a apresentação de um livro integralmente dedicado a Carlos Silveira e o descerramento da placa que deu o seu nome ao edifício do Centro de Patogénese Molecular da FFULisboa.
Carlos Silveira deixou uma obra marcante nas diversas instituições onde teve intervenção direta, destacando-se como um dos mais notáveis membros da Ordem dos Farmacêuticos, tendo a sua ação sido "decisiva para o desenvolvimento da Farmácia, das Ciências Farmacêuticas e na própria criação desta Ordem profissional". Faleceu no Hospital de Cascais a 19 de maio de 2018.